# Photoscotosia prasinotmeta
Photoscotosia prasinotmeta là một loài bướm đêm trong họ Geometridae.